# Sergei Michailowitsch Grinkow
Sergei Michailowitsch Grinkow (russisch Сергей Михайлович Гриньков; * 4. Februar 1967 in Moskau; † 20. November 1995 in Lake Placid, New York, Vereinigte Staaten) war ein russischer Eiskunstläufer, der im Paarlauf für die Sowjetunion und Russland startete.

## Werdegang
Sergei Grinkow war der Sohn von Michail Kondratejewitsch Grinkow und Anna Filipowna Grinkowa, beide Polizisten. Er hatte eine ältere Schwester, Natalia. Grinkow begann mit fünf Jahren mit dem Eiskunstlaufen beim ZSKA Moskau. Da sein Trainer ihn nicht für ein Einzellauftalent hielt, brachte er ihn zum Paarlauf. Im August 1981, als Grinkow 14 Jahre alt war, wählte sein Trainer Wladimir Zacharow die 10-jährige Jekaterina Gordejewa aus, um mit ihm ein Eiskunstlaufpaar zu bilden. Das Paar wurde während seiner Karriere oft einfach nur „G&G“ genannt. Trainiert wurden sie von Stanislaw Schuk und Stanislaw Leonowitsch, für die Choreografie zuständig waren Marina Sujewa und Tatjana Tarassowa.
1985 wurden Gordejewa und Grinkow  in Colorado Springs Juniorenweltmeister. Ein Jahr später nahmen sie zum ersten Mal an den sowjetischen Meisterschaften teil und beendeten sie als zweitbestes Paar hinter Jelena Walowa und Oleg Wassiljew. Bei ihrem Europameisterschaftsdebüt in Kopenhagen ergab sich die gleiche Reihenfolge. Sie gewannen die Silbermedaille. Doch bereits bei ihrem Weltmeisterschaftsdebüt in Genf gelang es Gordejewa und  Grinkow, ihre Konkurrenten zu besiegen und Weltmeister zu werden.
1987 gewannen Gordejewa und Grinkow zum ersten und einzigen Mal in ihrer Karriere die sowjetischen Meisterschaften. Bei den Europameisterschaften wurden sie disqualifiziert, weil es Probleme mit Grinkows Schlittschuhriemen und ein Missverständnis wegen der bestehenden Regeln gab. Bei den Weltmeisterschaften in Cincinnati verteidigten sie ihren WM-Titel.
Das olympische Jahr 1988 begann für Gordejewa und  Grinkow in Prag mit dem Gewinn ihres ersten Europameistertitels, allerdings in Abwesenheit ihrer größten Konkurrenten Walowa und Wassiljew. In Calgary wurden Gordejewa und Grinkow bei ihrem olympischen Debüt einstimmig Olympiasieger vor Walowa/Wassiljew. Bei den Weltmeisterschaften unterlagen sie ihnen aber wegen eines Sturzes in der Kür.
1989 nahm das Paar nicht an den Europameisterschaften teil, wurde aber in Paris zum dritten Mal Weltmeister. Das Jahr 1990 war das einzige Jahr ihrer Karriere, in dem sie sowohl Europameister wie auch Weltmeister wurden. Es war der vierte und letzte WM-Titel für Gordejewa und Grinkow.
Im Herbst 1990 beendeten sie ihre Amateurkarriere und wechselten zu den Profis. Sie tourten mit Stars on Ice durch die USA und Kanada und wurden dreimal Profi-Weltmeister. Im April 1991 heirateten Grinkow und Gordejewa. Im September 1992 kam in Morristown ihre gemeinsame Tochter Daria zur Welt.
Eine neue Regel erlaubte es Sergei Grinkow und Jekaterina Gordejewa, sich für die olympische Saison 1994 „reamateurisieren“ zu lassen. Sie taten das, wurden russische Meister, Europameister und in Lillehammer schließlich zum zweiten Mal Olympiasieger. Sie waren die einzigen reamateurisierten Sportler, denen dies gelang. Danach kehrten sie zu den Profis zurück und ließen sich in Simsbury in Connecticut nieder.
Gordejewa und Grinkow sind eines von wenigen Paaren, das eine vierfache Dreh-Hebung im Wettbewerb erfolgreich vollführte. Mit zwei Olympiasiegen und vier Weltmeisterschaftstiteln gehören sie zu den erfolgreichsten Eiskunstlaufpaaren der Geschichte.
Am 12. November 1995 hatten Gordejewa und Grinkow bei einem Schaulaufen in Albany ihren letzten gemeinsamen öffentlichen Auftritt. Sie liefen zu Verdis Requiem und „Out of Tears“ von den Rolling Stones. Am 20. November 1995 kollabierte Sergei Grinkow während eines Trainings auf dem Eis in Lake Placid und starb an einem Herzinfarkt. Die Ärzte fanden heraus, dass seine Kranzarterien verstopft waren. Spätere Tests ergaben, dass Grinkow genetisch vorbelastet war. Der genetische Risikofaktor für frühzeitige Herzinfarkte wird nach ihm auch als „Grinkow-Risikofaktor“ bezeichnet. Grinkow war zum Zeitpunkt seines Todes 28, seine Frau Jekaterina Gordejewa 24 und seine Tochter drei Jahre alt.
Er wurde auf dem Wagankowoer Friedhof in Moskau beigesetzt. Ihm zu Ehren lief seine Witwe mit vielen anderen bekannten Eiskunstläufern im Februar 1996 in einer Eiskunstlaufveranstaltung mit, die später im Fernsehen ausgestrahlt wurde. Gordejewa schrieb auch das Buch My Sergej („Mein Sergei“ – deutscher Titel Mondscheinsonate auf dem Eis). Dieses Buch wurde 1998 für das Fernsehen verfilmt.
Sie zog mit ihrer Tochter nach Kalifornien und heiratete 2002 den Eiskunstlauf-Olympiasieger von 1998, Ilja Kulik, mit dem sie eine gemeinsame Tochter hat. Grinkows Mutter starb im Jahr 2000 in Moskau, sein Vater war bereits vor ihm gestorben. Seine Schwester und Nichte leben noch in Russland. Um die Aufmerksamkeit für Herzerkrankungen zu steigern, lief Gordejewa in einigen Veranstaltungen mit. Neben ihrem Mann war auch ihr Vater 2008 einem plötzlichen Herzinfarkt zum Opfer gefallen.

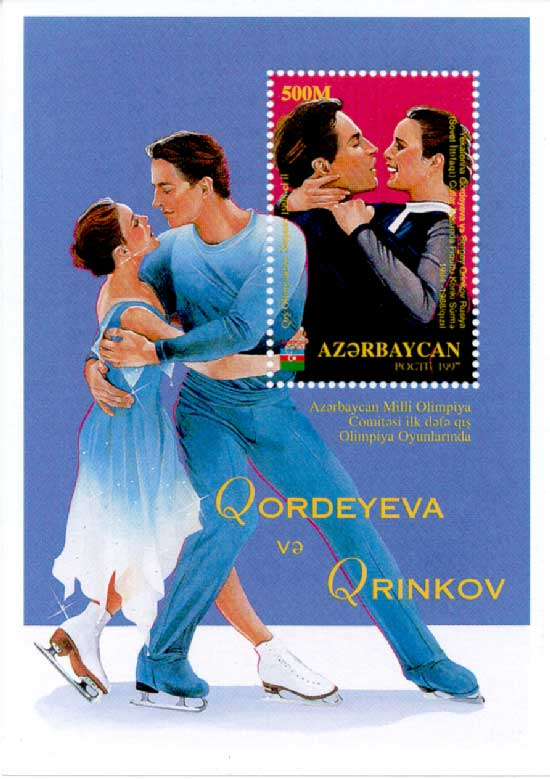
Aserbaidschanische Briefmarke zu Ehren von Sergei Grinkow und Jekaterina Gordejewa

## Ergebnisse

### Paarlauf
(mit Jekaterina Gordejewa)
| Wettbewerb / Jahr           | 1985 | 1986 | 1987 | 1988 | 1989 | 1990 | 1991 | 1992 | 1993 | 1994 |
| --------------------------- | ---- | ---- | ---- | ---- | ---- | ---- | ---- | ---- | ---- | ---- |
| Olympische Winterspiele     |      |      |      | 1.   |      |      |      |      |      | 1.   |
| Weltmeisterschaften         |      | 1.   | 1.   | 2.   | 1.   | 1.   |      |      |      |      |
| Europameisterschaften       |      | 2.   | D    | 1.   |      | 1.   |      |      |      | 1.   |
| Juniorenweltmeisterschaften | 1.   |      |      |      |      |      |      |      |      |      |
| Sowjetische Meisterschaften |      | 2.   | 1.   |      |      |      |      |      |      |      |
| Russische Meisterschaften   |      |      |      |      |      |      |      |      |      | 1.   |

- D = Disqualifiziert